# SD 2

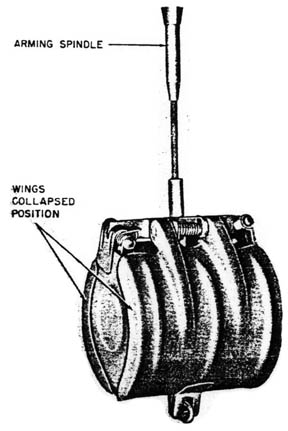
SD2 - Cerrada (la espoleta no está armada)

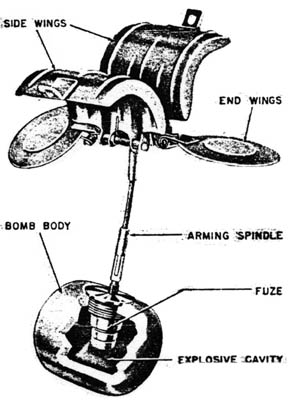
SD2 - Abierta (espoleta armada)

La SD 2 (Sprengbombe Dickwandig 2 kg o Splitterbombe) fue conocida por los aliados como Butterfly Bomb (bomba mariposa) y era una bomba alemana antipersona de 2 kg que era lanzada desde los aviones de la Luftwaffe de la Alemania nazi durante la Segunda Guerra Mundial. Era llamada así porque cuando era lanzada desde los aviones, el delgado cilindro de metal que rodeaba los explosivos se abría, dándole una apariencia superficial de una gran mariposa. Vio por primera vez la acción en la Operación Barbarroja. La Kampfgeschwader 51 perdió 15 aviones debido a las SD2s, cercano a la mitad de las pérdidas de la Luftwaffe de ese día.

## Descripción

### General
Esta bomba consistía en un cilindro de 8 cm de longitud, ligeramente más pequeño en diámetro antes de que las aspas se desplegasen. Un cable de acero de 25 cm de largo iba conectado mediante un malacate a la espoleta, enrollado en este. Al ser lanzada, la cobertura cilíndrica externa se abría en dos mitades, formando dos aspas que giraban.  Estas aspas hacían girar el malacate mientras la bomba caía, armando la espoleta.

### Espoleta
La SD 2 podía utilizar 3 tipos diferentes de espoletas:
- Espoleta número 41: detonaba con un impacto.
- Espoleta número 67: era una espoleta de tiempo, podía seleccionarse un retraso de entre 5 y 30 minutos.
- Espoleta número 70; antimanipulación, detonaba si la bomba se movía después del impacto.

### Explosivo
Las bombas mariposa contenían 225 g de TNT. Por lo general eran letales en un radio de 25 metros y podían herir a personas a distancias tan lejanas como 150 metros. Desactivar las SD 2 que no habían detonado o que estaban equipadas con la espoleta 70 no era considerado algo práctico de hacer. En tales casos, las bombas eran destruidas en el sitio.

### Pintura
Usualmente, las SD 2 iban pintadas de verde, aunque a veces se utilizaba un esquema de pintura amarilla, ya sea para el uso en el Medio Oriente o para ser lanzada sobre los campos de cereales para matar a los trabajadores agrícolas. Las bombas mariposa eran cargadas en contenedores que contenían entre 6 y 108 bombas, dependiendo del tamaño, y eran lanzadas a medida que el contenedor iba cayendo. Este tipo de bomba fue la primera bomba de racimo en ser utilizada operacionalmente. Fue utilizada por primera vez en junio de 1942 contra Grimsby y Cleethorpes en Reino Unido. Los británicos mantuvieron en secreto el daño causado por estos pequeños artefactos de manera de no incentivar a los alemanes a utilizarlas en otro lugar.

## Estados Unidos
Los Estados Unidos fabricaron una copia de la SD 2 y la utilizaron ampliamente en la guerra de Corea y en la Guerra de Vietnam; fue denominada M83 Butterfly Bomb.

## Tratados internacionales
Estas armas forman parte de las llamadas bombas de racimo. Su uso está prohibido según las Normas acerca de las municiones de racimo.